# Otto Müsch

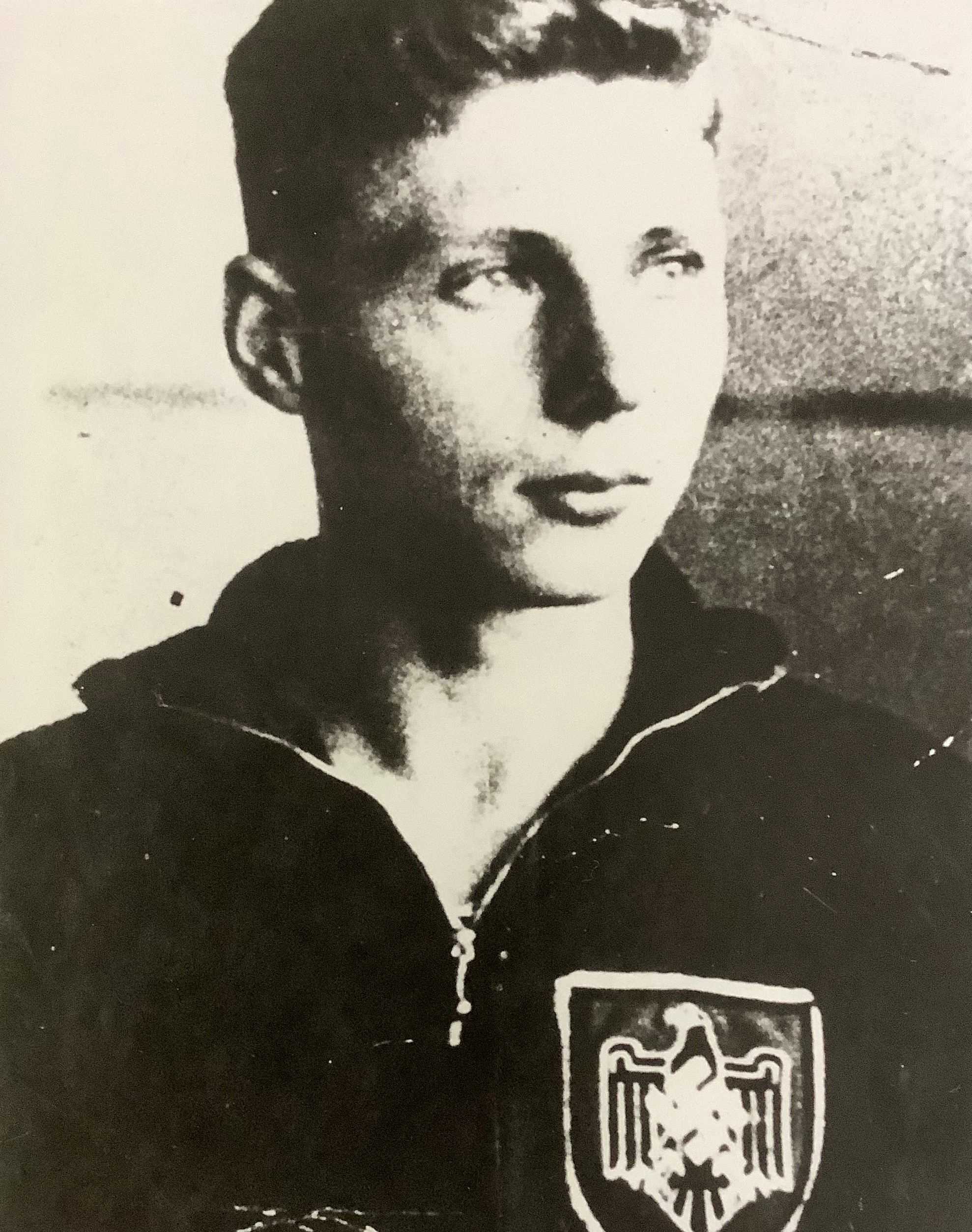
Otto Müsch an der Sportschule Wedau (1938)

Otto Müsch (* 5. April 1917 in Troisdorf; † 6. August 1996 ebenda) war ein deutscher Fußballspieler. Der Defensivspieler hat mit seinem Heimatverein SSV Troisdorf 05 von 1938 bis 1942 in der Gauliga Mittelrhein gespielt und in der Mittelrheinauswahl 12 Wettbewerbsspiele um den Reichsbundpokal absolviert. Am 18. Mai 1939 wurde der 22-Jährige von Reichstrainer Sepp Herberger in einem inoffiziellen Länderspiel einer Deutschland-Auswahl in Stuttgart gegen Böhmen-Mähren (1:1) an der Seite von Verteidigerkollege Jakob Streitle aufgeboten. Nach Ende des Zweiten Weltkriegs spielte der 32-jährige Senior in der Saison 1949/50 noch mit dem SSV Troisdorf 05 eine Saison in der 2. Liga West.

## Karriere

### Jugend und Verein
Im Alter von sieben Jahren begann der Schulanfänger aus der Bürgermeisterei im Siegkreis mit dem regelmäßigen Sporttreiben im heimischen Turnverein. Als er neun wurde, wechselte er zum Fußball und jagte dem Ball beim SSV 05 nach, wo er dann vor, während und nach dem Zweiten Weltkrieg über drei Jahrzehnte als Fußballer aktiv war. Zuerst in der Jugend, dann in der 1. Mannschaft und schließlich in der Traditionsmannschaft des SSV sowie in der Mannschaft der Alt-Internationalen. Im Juli 1951 wurde die „Troisdorfer Fußballlegende“ für das 1.000 Spiel für seinen Verein geehrt. Als Jugendlicher spielte er mit seinen Kameraden jeden Tag in den Straßen und Gassen mit Blechdosen und selbstgemachten Stoffbällen. Durch den großen Schuhverschleiß gab es Ärger mit den Eltern. So kam es nicht selten vor, dass barfuß gespielt wurde. Müsch schrieb in seinen Erinnerungen diesem Umstand zu, dass er sich dadurch ein besonderes Ballgefühl angewöhnt hätte. Er erkannte sehr bald, dass Ehrgeiz, Härte und eiserne Disziplin unentbehrlich für die Heranbildung junger Spieler waren. Sepp Herberger erzählte den Kursteilnehmern in Duisburg immer wieder von dem weiten Weg, der zurückzulegen wäre, um einmal das Trikot der Nationalmannschaft tragen zu dürfen. Entsagung im Leben und hartes Training predigte er, seien die Grundlagen zur Höchstleistung.
Wie der Großteil der damaligen Schulabgänger schloss er nach dem 8. Schuljahr die Volksschule ab. Anschließend machte er beim größten Troisdorfer Arbeitgeber, der Dynamit Nobel (DAG), eine Lehre als Konstrukteur, und es war nach erfolgreichem Ausbildungsverlauf keine Frage, dass er übernommen wurde. Im Laufe der nächsten Jahre arbeitete er sich ehrgeizig und zielstrebig auf breiter Grundlage ein, so dass er mehrere Patente für Kunststoffmaschinen und -anlagen anmelden konnte.
Parallel zum Beruf entwickelte sich auch sein fußballerisches Talent in stetigen Schritten an das höchste Leistungslimit heran. Bereits mit 16 Jahren wurde der Jugendspieler vom damaligen westdeutschen Verbandstrainer und späteren Reichstrainer, Sepp Herberger, zu Sichtungskursen in die Sportschule Duisburg-Wedau eingeladen und intensiv geschult; dieser leistungsfördernde Kontakt setzte sich auch in den Seniorenjahren fort.
Das Niveau der 1. Mannschaft des SSV 05 verbesserte sich rasant, als Otto Müsch aus der Jugend dazu kam. In der Saison 1936/37 erreichte die Mannschaft in der Bezirksklasse Mittelrhein, Gruppe 1, die Vizemeisterschaft und 1937/38 gelang mit 31:5 Punkten der Meisterschaftsgewinn in der Gruppe 2 vor dem FV Godesberg 08 und SV Eitorf. In der nachfolgenden Aufstiegsrunde waren auch die Konkurrenten SVg Andernach, Viktoria Kellersberg und SV Westmark Trier den Mannen um Otto Müsch nicht gewachsen und der SSV 05 stieg in die Gauliga Mittelrhein auf. Dort ging der Erfolgsweg ungebrochen weiter: Der Gauligaaufsteiger spielte sofort 1938/39 am Mittelrhein um die Meisterschaft mit. Das Meisterschaftsrennen entwickelte sich dramatisch. Mit Sülz 07, Aufsteiger Troisdorf, TuRa Bonn und VfR Köln konnten am letzten Spieltag noch vier Teams Meister werden – und alle zeigten Nerven! Der VfR Köln unterlag mit 1:2 gegen den absteigenden Titelverteidiger Alemannia Aachen, Sülz 07 trennte sich 2:2 von TuRa Bonn und Troisdorf gab vor 6.000 Fans beim 3:3-Unentschieden gegen Köln 99 ebenfalls einen Punkt ab. Am Ende entschied der Torquotient zugunsten der SpVgg Sülz 07 gegenüber dem punktgleichen Vizemeister aus Troisdorf.
Eigentlich hätte sich der Gauligavorhang zur Saison 1939/40 am 27. August 1939 heben sollen. Doch am Wochenende vor Kriegsbeginn sorgten die pausenlos eintreffenden Alarmmeldungen für eine fast vollständige Absage der Gauligaspiele. Als der Krieg dann am 1. September begann, unterband Reichssportführer Hans von Tschammer und Osten sofort jeglichen Spielbetrieb. Wenig später wurden in Köln, Aachen-Düren, Bonn, dem Siegkreis sowie Koblenz/Mosel Übergangsrunden durchgeführt, ehe am 3. Dezember die auf zwei Staffeln verteilte Kriegs-Gaumeisterschaft begann. In der Abteilung 2 trat Otto Müsch mit Troisdorf in einer Sechserliga gegen den Bonner FV, TuRa Bonn, SV Beuel 06, SV Andernach und TuS Neuendorf an. Mit 18:2 Punkten holte sich Troisdorf die Staffelmeisterschaft und hatte im Endspiel um die Gaumeisterschaft Mittelrhein Ende März 1940 gegen den Staffelsieger der Abteilung 1, den Mülheimer SV 1906, anzutreten. In Mülheim verloren die Mannen um Münsch deutlich mit 1:5, damit war der 2:1-Heimerfolg im Rückspiel lediglich noch für die Statistik von Bedeutung. Troisdorf musste sich erneut mit der Vizemeisterschaft zufriedengeben.
Als Müsch 1938 zum Reichsarbeitsdienst eingezogen wurde, konnte er den aber im nahen Much ableisten, so dass er weiterhin in Troisdorf trainieren konnte und seine fußballerischen Leistungen nicht gehindert wurden. Das wurde mit Beginn des Krieges und vor allem seiner Fortdauer, aber wesentlich anders. Nicht nur das Vereinsleben wurde beeinträchtigt, auch seine Karriere litt immer mehr darunter. Kurz bevor er zur Wehrmacht eingezogen wurde, verheiratete er sich Weihnachten 1941 mit Helene Arenz. Im Almanach von Bringmann wird Otto Müsch zur Saison 1941/42 in der Bereichsklasse Gau 11 Köln-Aachen beim SSV 05 als Übungsleiter aufgeführt. Er wurde 1942 zur Wehrmacht eingezogen und der Fußball stand jetzt deutlich im Hintergrund seiner Aktivitäten, er konnte sich nur noch beiläufig und unregelmäßig dem Fußball widmen. Zudem zog er sich bei der Wehrmacht eine Rippenfellentzündung zu, welche ihn in seinem gesamten späteren Leben belasten sollte.
Nach Ende des Zweiten Weltkriegs gehörte Otto Müsch den Initiatoren an, die wesentlich für den baldigen Neubeginn des Spielbetriebs bei Nullfünf waren. Der vormalige DFB- und Mittelrhein-Auswahlspieler war sofort wieder als Aktiver in den SSV 05-Teams im Einsatz, die über die Bezirksliga zur Saison 1949/50 für die neu geschaffene 2. Liga West als Unterbau der Oberliga West, nominiert wurden. Die Runde in der 2. Liga eröffneten Müsch und seine Kameraden am 11. September 1949 vor 3.000 Zuschauern gegen den VfL Bochum mit einem 2:0-Heimerfolg. Die Hinrunde wurde zufriedenstellend mit 14:16 Punkten gestaltet; in der Rückrunde stürzte Troisdorf mit lediglich 8:22 weiteren Punkten aber auf den 15. Rang ab und stieg in das Amateurlager ab. Herausragend waren der 6:2-Erfolg gegen Borussia Mönchengladbach und das 2:2 gegen die Sportfreunde Katernberg; beide Vereine stiegen am Rundenende in die Oberliga West auf. Mit 5.000 Zuschauern hatte man am 25. September 1949, dem zweiten Heimspiel, bei einem 1:1 gegen den VfL Benrath den besten Zuschauerzuspruch zu verzeichnen gehabt. Neben Otto war auch sein zwölf Jahre jüngerer Bruder Karl-Heinz beim SSV 05 Troisdorf aufgelaufen. Nach dem Abstieg feierte die Defensivlegende 1950/51 im Rheinbezirk in der Landesliga Gruppe 1 nochmals eine Staffelmeisterschaft und mit einem 6:1 beim Entscheidungsspiel am 20. Mai 1951 in Bergheim gegen SV 09 Baesweiler auch die Verbandsmeisterschaft. Im Wettbewerb um die deutsche Amateurmeisterschaft war erst im Halbfinale gegen den nordbadischen Altmeister Karlsruher FV, durch eine 1:3-Auswärtsniederlage, die Runde für Troisdorf beendet.
Die Gemeinde Troisdorf überreichte Otto Müsch im Juli 1951 für seine Vereinstreue und sein 1.000 Spiel für den SSV 05, ein Geschenk in Gestalt einer dekorativen Tischuhr mit Widmung.

### Als Auswahlspieler
Erstmals belegbar kam das Troisdorfer Talent am 5. Dezember 1937, bei einem Wiederholungsspiel in Köln gegen die Verbandsauswahl aus Bayern in der Mannschaft vom Mittelrhein, im Wettbewerb des Reichsbundpokals 1937/38, zum Einsatz. Der 20-Jährige bildete mit Werner Klaas das Verteidigerpaar des Gastgebers. Er erlebte dabei an der Seite von Leistungsträgern wie Josef Gauchel, Reinhold Münzenberg und Josef Rasselnberg eine deutliche 1:5-Niederlage. Seine Duelle gegen den gegnerischen Linksaußen Wilhelm Simetsreiter zeigten ihm nachdrücklich das Leistungsniveau auf höchster Ebene auf. Mit seinem Verein spielte er 1937/38 in der zweitklassigen Bezirksklasse und erreichte am Rundenende den Aufstieg in die Gauliga Mittelrhein.
Diese Zeitphase war im deutschen Spitzenfußball geprägt durch die Brillanz der Breslau-Elf, die Eingliederung der österreichischen Spitzenspieler in die deutsche Fußballnationalmannschaft nach dem Einmarsch von Hitler in die Alpenrepublik und der Weltmeisterschaft 1938 in Frankreich. Paul Janes und Reinhold Münzenberg waren das unumstrittene Verteidigerpaar der Breslau-Elf und Karl Sesta und Willibald Schmaus zwei international erprobte Könner aus Wien. Diese bewährten Nationalspieler auf die Plätze zu verweisen, das war schier unmöglich, dazu noch aus einem Verein kommend, der nicht zur Spitzenklasse im Reich gehörte und auch nie als Teilnehmer an einer Endrunde um die deutsche Fußballmeisterschaft in Erscheinung getreten war. Da auch der Mittelrhein zu dieser Zeit keine Spitzenmannschaft in den Gauwettbewerben stellte, war das „Schaufenster“ für das Talent aus Troisdorf bescheiden. Umso erstaunlicher war das Auftauchen von Müsch in einem 38er-Kader vor dem Länderspiel am 14. Mai 1938 in Berlin gegen England (3:6) zu einem Trainingslehrgang in Duisburg. Im letzten Länderspiel vor der WM in Frankreich vertraute Reichstrainer Herberger dann aber auf die komplette Defensive der Breslau-Elf. Müsch und weitere Talente mussten sich auf die Zeit nach der Weltmeisterschaft gedulden.
Einen Monat nach Ende der Weltmeisterschaft in Frankreich (4. bis 19. Juni) fand vom 24. bis 31. Juli 1938 in Breslau das Deutsche Turn- und Sportfest statt. Es schloss ein großes Turnier der Gau-Auswahlteams mit ein und Müsch gehörte dem Spielerkader der Mittelrheinauswahl an. Am ersten Spieltag, den 24. Juli, traf der Mittelrhein aber sogleich auf den Turnierfavoriten Ostmark; die vormalige österreichische Nationalmannschaft besiegte die Mannen um Müsch mit 3:0. Der Troisdorfer Verteidiger duellierte sich in den überwiegenden Zweikämpfen mit dem linken Flügelstürmer der Wiener Auswahl, Johann Pesser. Die Ostmark gewann am 30. Juli mit 4:1 das Turnier gegen Niedersachsen. In den anschließenden Spielen im Trostrunden-Turnier setzte sich der Mittelrhein über Pommern (6:0), Baden (5:2) und im Halbfinale mit einem 2:1 gegen Westfalen durch und zog in das Trostrundenfinale ein. Das wurde am 30. Juli mit 0:1 gegen die Auswahl von Sachsen mit deren Leistungsträgern Willibald Kreß, Helmut Schubert, Walter Rose, Erich Hänel, Kurt Männer, Herbert Weigel und Willi Arlt verloren. Otto Müsch hatte für den Mittelrhein an der Seite von Mitspielern wie Werner Klaas, Leo Klein, Willi Weyer, Willi Bars, Josef Elbern, Josef Rasselnberg und Josef Gauchel alle fünf Spiele bestritten.
Das Jahr 1939 wurde für Müsch mit einem Sichtungslehrgang in Frankfurt am Main vom 12. bis 18. März eröffnet. Danach wurde er vom DFB mehrmals in Auswahlteams berücksichtigt: Es begann am 26. März in Frankfurt mit einem Spiel einer deutschen Auswahl (B-Nationalmannschaft) gegen Italien B (2:1) wo er an der Seite von August Klingler und Fritz Walter als Verteidiger spielte und setzte sich im Mai fort. Rund um das Länderspiel am 23. Mai 1939 in Bremen gegen Irland (1:1) führte der DFB drei Vorbereitungsspiele einer Deutschland-Auswahl gegen Böhmen-Mähren durch. Am 15. und 18. Mai 1939 bildete jeweils Müsch mit Jakob Streitle das deutsche Verteidigerpaar. Das dritte Vorbereitungsspiel fand am 21. Mai in Wien gegen eine Auswahl der Ostmark statt. Einen Tag nach dem Länderspiel gegen Irland spielte eine deutsche Nachwuchself in Dortmund nochmals gegen Böhmen-Mähren; jetzt verteidigte Müsch an der Seite des Karlsruhers Franz Immig. Als der Kölner Alfons Moog an der Seite von Paul Janes am 29. Juni 1939 in Tallin beim Länderspiel gegen Estland debütierte, musste Müsch leider mit der Reservebank vorlieb nehmen.
Im ersten langen Kriegswinter 1939/40 wurden keine Länderspiele ausgetragen. Die Nationalspieler lagen fast alle an der Front. Reichstrainer Herberger führte einen Nachwuchslehrgang mit großem Kader durch, zu dem neben Otto Müsch unter anderem Eduard Schaffer, Alfons Moog, Walter Dzur, Fritz Pliska, Ludwig Männer, Hans Biallas, Hermann Eppenhoff, August Gottschalk, Herbert Burdenski, Hans Fiederer und Karl Barufka gehörten. In der Saison 1940/41 können noch folgende drei Auswahlspiele mit dem Mittelrhein belegt werden: Am 6. Oktober 1940 fand in Berlin in der Vorrunde um den Reichsbundpokal ein Spiel gegen Brandenburg statt, es wurde mit 3:4 verloren. Am 1. Januar 1941 wurde in Köln gegen den Niederrhein, in deren Reihen Größen wie Willy Jürissen, Paul Janes, Felix Zwolanowski und August Gottschalk standen, mit 1:0 gewonnen. Am 2. März 1941, wiederum in Köln, gelang ein 8:3 gegen Luxemburg. In den drei Auswahlspielen war Otto Müsch jeweils als rechter Verteidiger im Einsatz gewesen.
Das letzte Spiel in einer Gauauswahl bestritt er am 21. Dezember 1941 in Hamburg gegen die Mannschaft der Nordmark mit der Vertretung von Köln/Aachen, wobei er mit Jean Paffrath aus Dellbrück verteidigte.

### Nach der Zeit als Aktiver

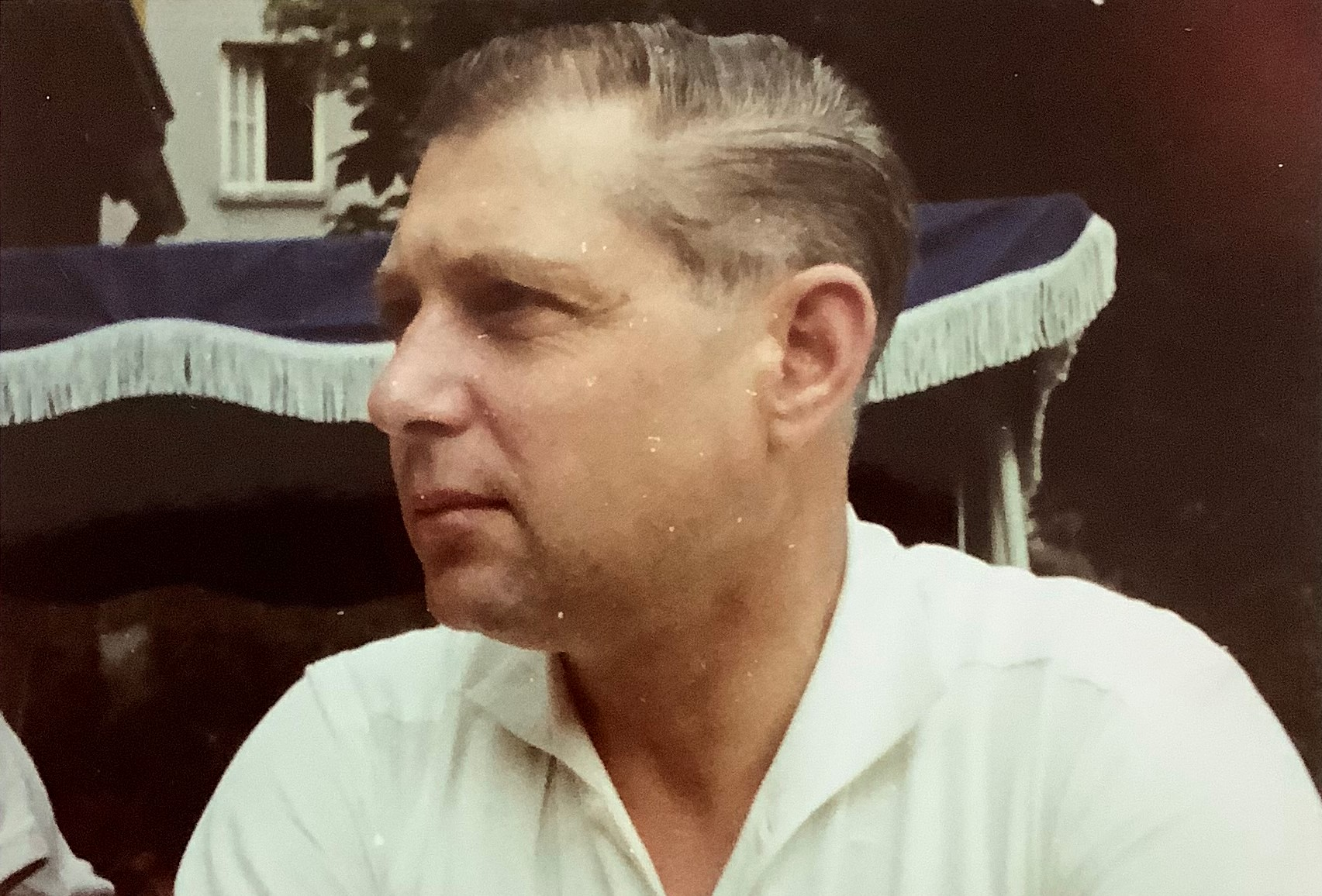
Otto Müsch (1959)

Vielen kleinen Vereinen hat er sich in den schweren Zeiten nach dem Krieg zur Verfügung gestellt und in Trainingsstunden das vermittelt, was er von Sepp Herberger gelernt hatte. Neben seinem intensiven Fußballspielen und seinem Vollzeitberuf als Konstrukteur baute Wünsch 1950 mit dem Gasthaus „Heidehof“ eines der ersten Häuser auf der Troisdorfer Heide. Es war zugleich Vereinslokal und im Kellerbereich waren Dusch- und Umkleidegelegenheiten für alle Spieler aller Mannschaften vorhanden.
Als Otto ins Lager der „Alten Herren“ gewechselt war, konnte er sich dank der Unterstützung der ältesten Tochter Karin, ganz dem neuen Hobby widmen, dem Fußballspiel mit alten Meistern und Kameraden. Natürlich spielte er für die Mannschaft des SSV 05. Aber nach dem es zu einer Mannschaft der Altinternationalen gekommen war, war Otto in diesem Kreis in seinem Element. Es musste für ihn wie eine Wiedergutmachung der durch den Krieg entgangenen Fußballfreuden gewesen sein, wenn er mit Ex-Internationalen wie Heinrich Kwiatkowski, Paul Janes, Reinhold Münzenberg, Erich Schanko, Georg Stollenwerk, Alfred Kelbassa, Alfred Niepieklo, Paul Mebus, Herbert Burdenski, Andreas Kupfer, Albin Kitzinger, Fritz Szepan und anderen auf den Fußballrasen auflief. Er stiftete den „Otto-Müsch-Pokal“, der jahrzehntelang zu Pfingsten von den besten Seniorenmannschaften der Republik ausgespielt wurde.
Obwohl Janes, Münzenberg und Müsch unmittelbare Konkurrenten in ihrer Leistungskarriere für die Nationalmannschaft gewesen waren, verband „die drei großen Schweiger“ eine Freundschaft, die so fest war, dass sie sich ihr gemeinsames Leben lang zu Geburtstagen und anderen Festen besuchten. Ottos jüngste Tochter heiratete sogar den Sohn von Reinhold Münzenberg.

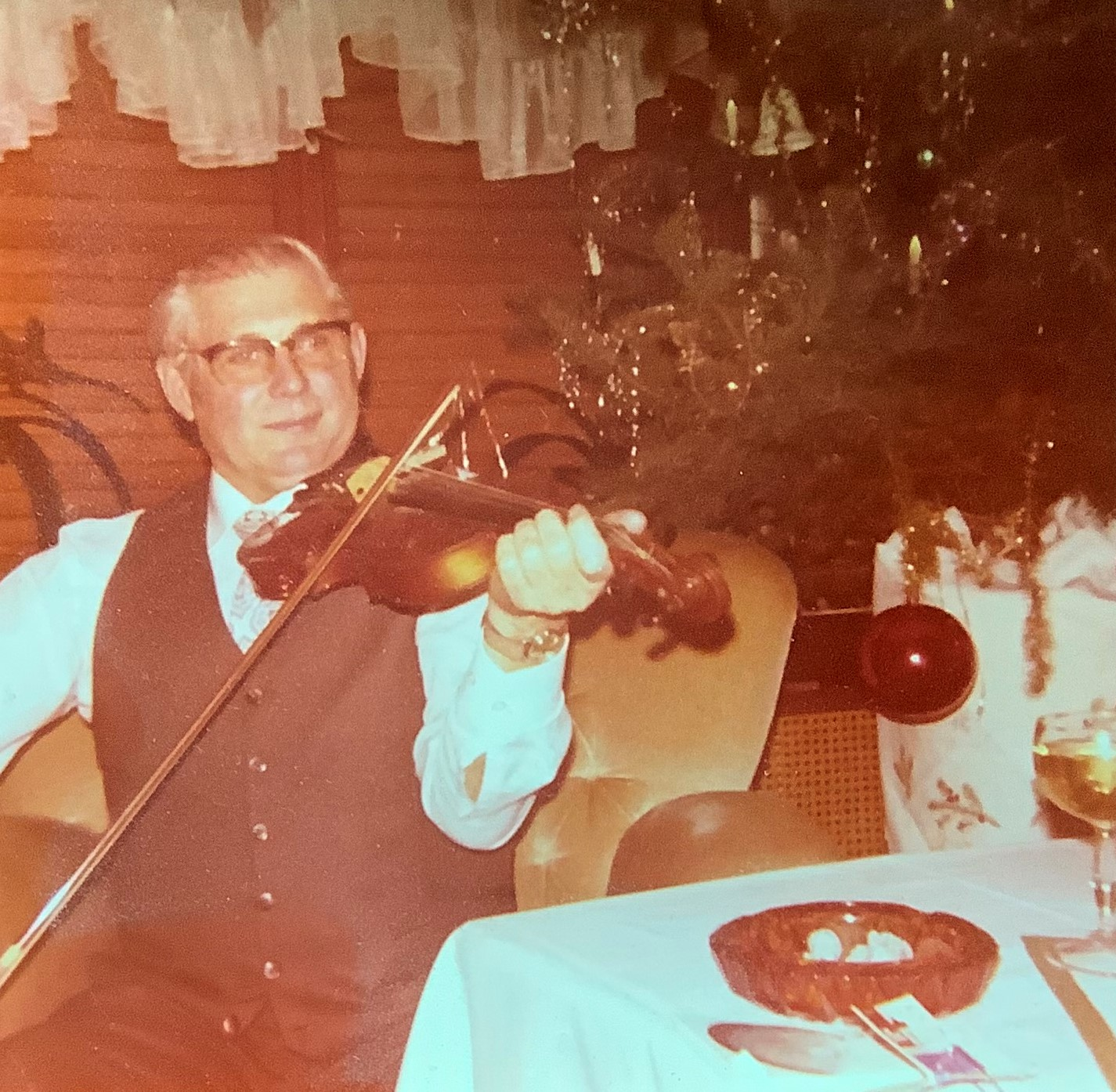
Otto Müsch an der Geige (1984)

Bis kurz vor seinem Tod hat er noch Tennis gespielt, meistens mit seinem alten Mannschaftskamerad Theo Pott. Sepp Herberger hatte ihm geraten mit dem Tennisspielen anzufangen. Ein großer Förderer war ein Direktor bei der DAG, der ihm Eintritt und Training im Tennisclub ermöglicht hat.
Otto Müsch war ein sehr ruhiger Mann, der sich nicht in Szene gesetzt hat, aber sehr viel Background hatte. Der Vater von drei Töchtern war auch musikalisch und hat Geige und Gitarre gespielt. Er war ein Mann mit vielen Talenten.